# Temple of the Dog
Temple of the Dog was een Amerikaanse rockband die in 1990 werd opgericht in Seattle.

## Oorsprong & bezetting
De groep formeerde zich, op initiatief van zanger Chris Cornell van Soundgarden, als eerbetoon aan Andrew Wood, zanger van Mother Love Bone en Malfunkshun, die in 1990 aan een overdosis drugs overleed. De line-up bestond verder uit Soundgarden-drummer Matt Cameron, Stone Gossard (ritmegitaar), Jeff Ament (bas), Mike McCready (leadgitaar),  en Eddie Vedder (zang en achtergrondzang). Laatstgenoemde vier muzikanten waren op dat moment bezig met de formatie van Pearl Jam. Drummer Matt Cameron sloot zich in 1998 aan bij Pearl Jam.

## Commercieel succes
De band bracht haar gelijknamige album Temple of the dog uit in april 1991 op platenlabel A&M Records. Het album werd bij uitgave positief ontvangen, maar de verkoop leek te blijven steken op zo'n zeventigduizend exemplaren. Toen Pearl Jam in 1992 internationaal doorbrak, met Soundgarden in het kielzog, besloot A&M om het album opnieuw uit te brengen. Ditmaal met de stickertekst "Including members of Soundgarden and Pearl Jam". Het nummer "Hunger Strike" werd als single uitgegeven tezamen met een videoclip die veel op MTV werd gedraaid. Uiteindelijk zou het album meer dan een miljoen keer worden verkocht en de vijfde plaats in de Amerikaanse albumlijst Billboard 200 bereiken. Het album verkreeg de platina-status in de VS.

## Discografie

### Albums
| Album met eventuele hitnotering(en) in de Nederlandse Album Top 100 | Datum van verschijnen | Datum van binnenkomst | Hoogste positie | Aantal weken | Opmerkingen |
| ------------------------------------------------------------------- | --------------------- | --------------------- | --------------- | ------------ | ----------- |
| Temple of the Dog                                                   | 16-04-1991            | -                     | -               | -            |             |

### Singles
| Single met eventuele hitnotering(en) in de Nederlandse Top 40 | Datum van verschijnen | Datum van binnenkomst | Hoogste positie | Aantal weken | Opmerkingen |
| ------------------------------------------------------------- | --------------------- | --------------------- | --------------- | ------------ | ----------- |
| Hunger Strike                                                 | 1991                  | -                     | -               | -            |             |
| Say Hello 2 Heaven                                            | 1991                  | -                     | -               | -            |             |
| Pushin Forward Back                                           | 1991                  | -                     | -               | -            |             |

### NPO Radio 2 Top 2000
| Nummer met noteringen in de NPO Radio 2 Top 2000 | '16 | '17 | '18  | '19 | '20  | '21  | '22  | '23  | '24  |
| ------------------------------------------------ | --- | --- | ---- | --- | ---- | ---- | ---- | ---- | ---- |
| Hunger Strike                                    | 752 | 754 | 1013 | 992 | 1103 | 1087 | 1093 | 1243 | 1077 |

1. ↑  Een vetgedrukt getal geeft de hoogste notering aan.
2. ↑  2016 was het eerste jaar met een notering voor dit nummer.